# Balthasar Paul Ommeganck

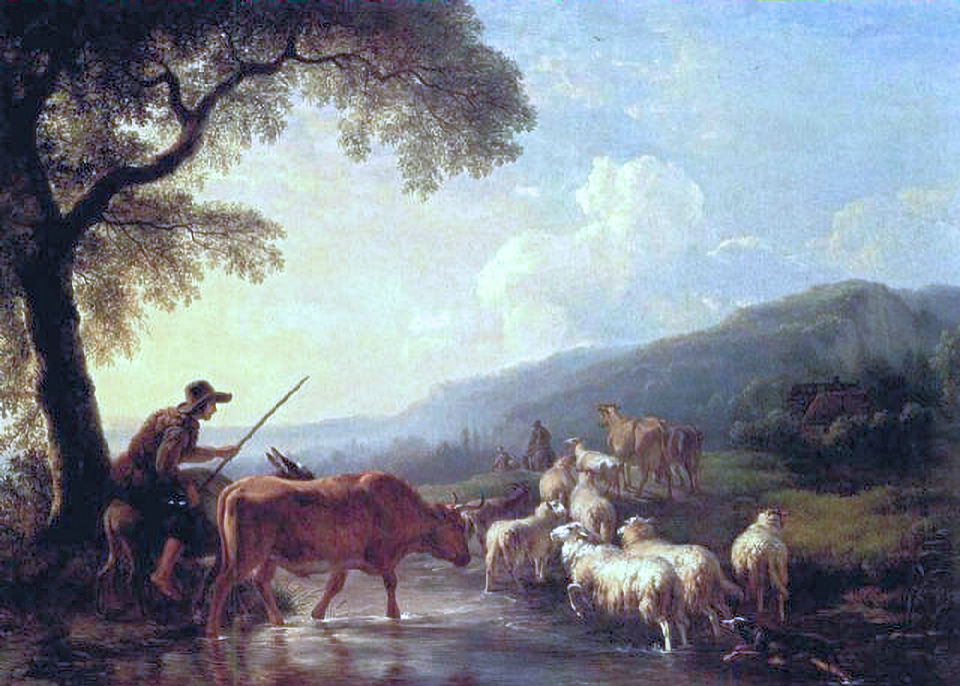
Landschap met herders (1796)

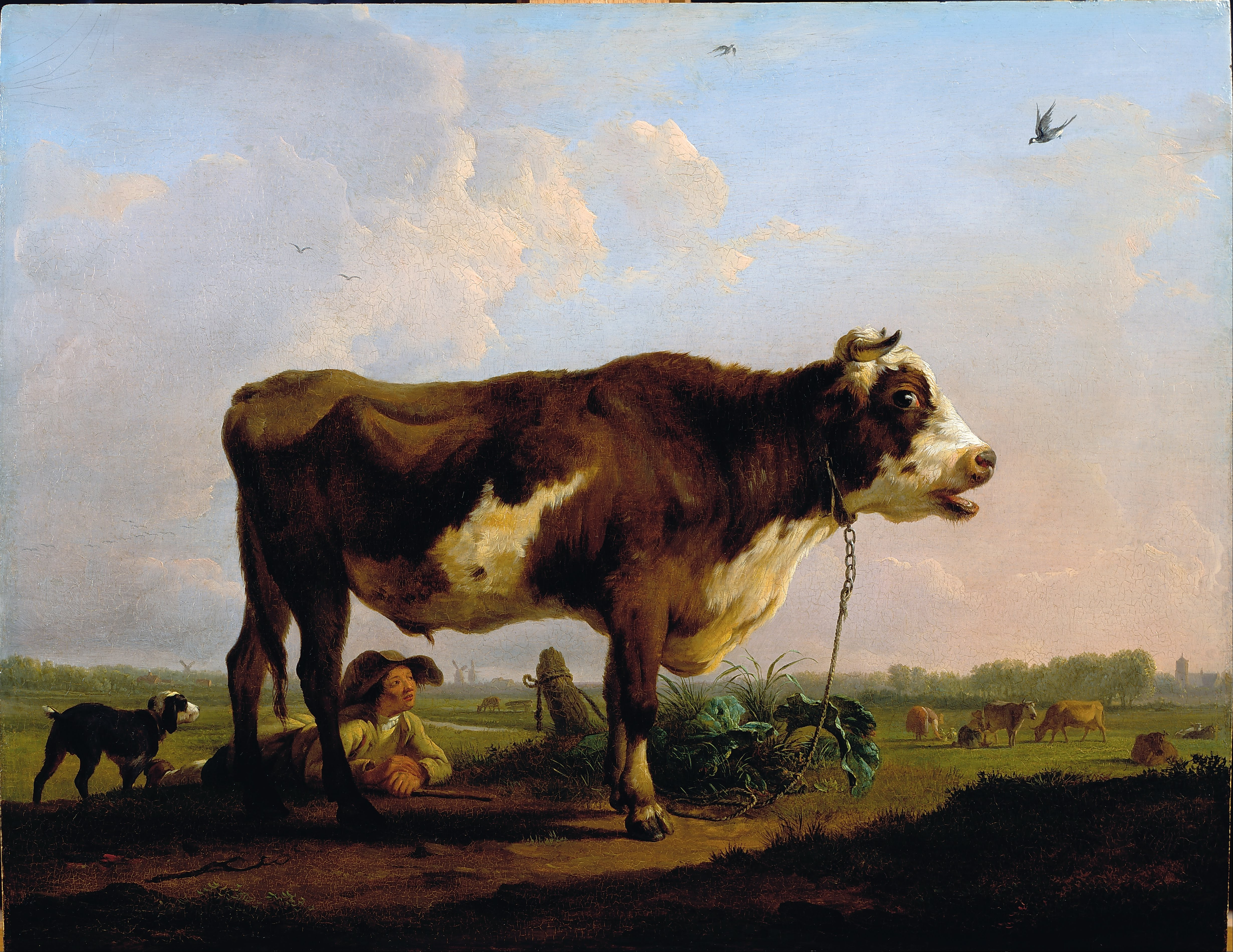

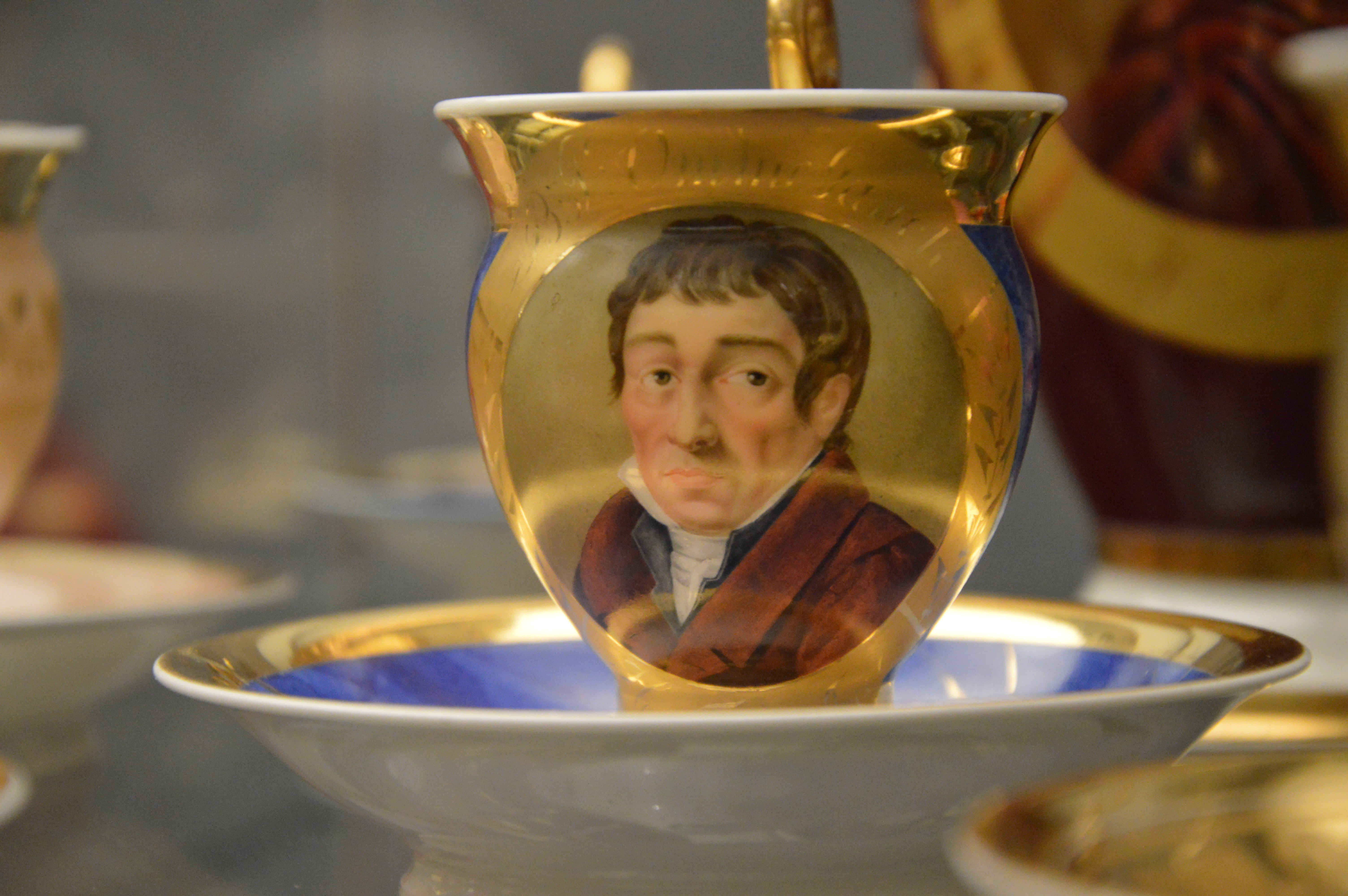
Portret van Balthasar Paul Ommeganck op vroeg-negentiende-eeuws Brussels vaatwerk

Balthasar Paul Ommeganck (Antwerpen, 26 december 1755 – aldaar, 18 januari 1826), was een Zuid-Nederlands kunstschilder uit het neoclassicisme gespecialiseerd in voorstellingen van vee.

## Persoonsgegevens
Hij was des zoon van Paulus en Barbara Laenen. Zijn zuster Maria Jacoba Ommeganck (echtgenote Myin) werd eveneens kunstschilderes. Balthasar Paul Ommeganck huwde op 26 juni 1781 met Petronille Isabelle Marie Jacqueline Parin. Zijn dochter Marie Ommeganck (echtgenote Baesten) werd een navolgster van haar vader. Verder was er nog een zoon Petrus Cornelius.

## Levensloop

### Studie en debuut
Op 17 september 1767 werd de jonge Ommeganck ingeschreven in de Sint-Lucasgilde. Hij werd er leerling van de toen toonaangevende dierenschilder Hendrik Jozef Antonissen (1737-1794). Uit die tijd dateert ook zijn vriendschap met de landschapschilder Simon Denis [1755–1813], die er ook leerling was. In 1789 bracht Ommeganck het nog tot deken van de totaal verkwijnde gilde.

### De Konstmaetschappije
In november 1788 werd Ommeganck samen met Hendrik Frans de Cort (1742-1810) medestichter van de Antwerpse “Konstmaetschappije”, waarin hij diverse bestuursfuncties bekleedde: assistent (1788), auditeur (1789), schatbewaarder (1791). Doel van de vereniging was het wekelijks vergaderen om bij pot en pint het werk van collega’s-kunstenaars te beoordelen, het inrichten van kleine privé-salons en van jaarlijkse publieke tentoonstellingen. Tot de vereniging behoorden de belangrijkste Antwerpse kunstenaars van toen : Pieter Faes, Herry, Horemans, Hendrik Myin, Frans Balthasar Solvyns, Mathias van Bree, Maria Jacqueline Ommeganck (zijn zuster) en vele andere.
Tijdens de eerste tentoonstelling van de “Konstmaetschappije” (1789) stelde Ommeganck volgende vier schilderijen tentoon : “Landschap nabij Luik, gestoffeerd met figuren, koeien, schapen en geiten”; “Landschap nabij Dinant op de Maas, gestoffeerd met figuren en vee bij ondergaande zon” “Ontscheping van volk, koeien, schapen en geiten nabij het Kasteel van Argenteaux, in de nabijheid van Visé op de Maas”; “Gezicht nabij de Slijkpoort te Antwerpen, gestoffeerd met vee en schapen”, alsook een tekening “Stier op de weide”. De titels tonen duidelijk dat Ommeganck zijn dierenschilderingen topografisch situeerde.

### De Franse Tijd
Van 1794 tot 1811 stond de “Konstmaetschappije” quasi op non-actief wegens de politieke toestand (Franse overheersing). Toch richtten de leden in 1805 en 1807 nog kunstsalons in te Antwerpen. Ommeganck was er telkens bij met zijn dierenschilderingen. De vereniging werd in februari 1811 nieuw leven ingeblazen onder de impuls van Ommeganck en Willem Herreyns. Ze kreeg een nieuwe benaming en heette nu “Genootschap ter aanmoediging der Schoone Kunsten”. Andere bezielers waren P. van der Vin, Ignace Van Bree, Jan Karel Carpentero, J. de Meer en G. Croenen. Ommeganck was bestuurslid van 1813 tot 1817 en ondervoorzitter van 1817 tot 1826.
De Franse tijd had allerminst een rem op Ommegancks carrière betekend, want hij had zich wonderwel aan de nieuwe toestanden weten aan te passen. Hij behoorde tot diegenen die de oprichting van de Antwerpse École spéciale de peinture, de sculpture et d’architecture bewerkstelligden (1796), die later in 1804 de Academie voor Schone Kunsten werd. Ommeganck was bestuurslid en lesgever aan die instelling. Tijdens het bezoek van Napoleon aan Antwerpen in 1803 schonk het stadsbestuur het schilderij “Omstreken van Spa, met herder, herdershond, os, schapen en geiten” van Ommeganck aan Joséphine de Beauharnais, die het erg waardeerde.
Ommeganck was een trouw deelnemer aan de schaarse kunstsalons die gedurende de Franse tijd te Brussel en te Antwerpen ingericht werden:
- Brussel 1811 : “Landschap met een ruïne op een berg, gestoffeerd met schapen, geiten en personages”;
- Antwerpen 1813 : twee “Landschappen met schapen”.

Ook waren zijn werken te zien op de Parijse Salons :
- 1802 : “Landschap met dieren en personages”
- 1808 : “Gezicht nabij Luik“ en meerdere landschppen onder eenzelfde catalogusnummer.
- 1810 : meerdere landschappen met personages en dieren onder eenzelfde catalogusnummer.
- 1812 : meerdere landschappen met personages en dieren onder eenzelfde catalogusnummer en “Stalinterieur met dieren”
- 1814 ; “Gezicht nabij Spa bij zonsopgang” en “”Landschap met dieren”

### De Hollandse tijd
Op 26 juli 1815 ondertekende Ommeganck samen met de 47 overige leden van het Genootschap een smeekschrift aan Koning Willem I met het verzoek te bemiddelen bij het recupereren van de 66 schilderijen die door de Fransen anno 1794 uit Antwerpen waren geroofd. In hetzelfde jaar werd Ommeganck samen met J.J. van Hal, P. van Regemorter, J. Odevaere en C. J. Stier d’Aertselaer aangewezen als lid van de afvaardiging die te Parijs de Antwerpse kunststukken ging repatriëren. Het konvooi kwam, na vele verwikkelingen, op 5 december 1815 te Antwerpen aan, waar het triomfantelijk ingehaald werd in het Museum van de Academie aan de Mutsaertstraat.
In de Hollandse tijd waren zijn schilderijen enkele malen te zien in de “Tentoonstellingen van Levende Meesters” en ook nog in Franse Salons :
- Parijs 1817 : “Landschap met dieren”
- Arras 1817 : “Zonsopgang”
- Amsterdam 1818 : “Schaapsstal bij morgenstond”
- Amsterdam, 1820 : “Een boom- en bergachtig landschap met schapen en bokken”
- Rijsel 1822 : Landschap met schapen”
- Douai 1823 : “Landschap met schapen”
- Amsterdam 1824 : “Landschap met schapen”

## Overlijden
Ommeganck overleed te Antwerpen op 18 januari 1826. In de vergadering van de Koninklijke Academie van Beeldende Kunsten te Antwerpen sprak secretaris Jan Adr. Snyers een lofrede op Ommeganck uit, die naderhand gepubliceerd werd.

## Atelierverkoop
In juni 1827 kwam een groot deel van Ommegancks kunstverzameling onder de veilinghamer te Antwerpen, daaronder heel wat eigen tekeningen en gouaches, tekeningen in Oost-Indische inkt, in potlood, alsook tekeningen van andere kunsttekenaars. In mei 1846 vond een tweede belangrijke veiling van werk van Ommeganck plaats, namelijk de collecties van zijn dochter Marie.
Postuum werden – wellicht door zijn naastbestaanden – nog werken ingestuurd naar het Salon 1827 in Douai (titel ongekend) en eveneens naar het Salon 1829 in Douai. Nu betrof het een “Schapen terugkerend in de stal”, afgewerkt door Jan-Frans Lentzen (in de catalogus “Leuzen” genoemd).

## Oeuvre
Net als zijn leermeester Hendrik-Jozef Antonissen, koesterde Ommeganck een uitgesproken voorkeur voor het uitbeelden van vee : koeien, schapen, geiten enz., die hij meestal situeerde in een rustig, bebost en heuvelachtig landschap en die gehoed werden door herders of herderinnen, vergezeld van hun honden. Toch bracht Ommeganck enige vernieuwing in het genre : hij brak met de gewoonte de dieren in een composiet-italianiserend fantasielandschap op te stellen. Hij verkoos pittoreske, maar bestaande sites in de omgeving van Luik, Visé, Dinant, Antwerpen, Namen en in Luxemburg. Zijn landschappen kleurde hij dan naar laat-barokke en neoklassieke traditie met het frisse licht van de vroege ochtendzon of het zwaarmoedige, warme licht van een zonsondergang. Met zijn voorkeur voor het gebruik van repoussoirs (diepte scheppende elementen op het voorplan) in sommige taferelen bleef Ommeganck dan weer schatplichtig aan de gangbare stijl van zijn tijd. Zijn idyllische landschappen waren echter tevens de voorboden van de romantiek. Schildertechnisch stond Ommeganck op een zeer hoog peil.

## In zijn tijd een beroemdheid
Tijdens zijn leven kenden Ommegancks dierenschilderingen een onvoorstelbaar grote bijval. Zijn werken prijkten in tal van belangrijke verzamelingen: die van keizerin Joséphine, die van de Stadhouder van Den Haag, die van Baron Baut de Rasmon, burgemeester van Wannegem-Lede en eminent kunstverzamelaar, de verzameling Perregaux, de verzameling Lafontaine, enz. Ter gelegenheid van het Salon 1809 te Parijs kocht de Franse staat een schilderij van Ommeganck aan, wellicht het "Landschap met geiten en schapen" (1801-1802) uit het Louvre (inv. 1.671). Dat schilderij is gedateerd l’an 10, wat erop wijst dat Ommeganck de republikeinse kalender hanteerde voor zijn dateringen. Het Rijksmuseum te Amsterdam kocht in 1824 een "Landschap met schapen en hooiwagen" van Ommeganck aan tijdens het Salon te Brussel.
Men noemde Ommeganck op dichterlijke wijze de “Raphaël van de schapen” of de “Racine van de schapen”, een roem die niet bestand leek tegen de laat-19de-eeuwse en vroeg-20ste-eeuwse kritiek en smaaknormen. In zijn vele uitgesproken romantische werken is het dier steeds aanwezig, zonder evenwel steeds de hoofdrol toebedeeld te krijgen.
Ommeganck was corresponderend lid van het Institut de France (1809) en lid van de Academies te Amsterdam, Gent, Brussel, München en Wenen.

## Situering, leerlingen en navolgers
Ommeganck was werkelijk de spilfiguur tussen de 18de-eeuwse en de 19de-eeuwse dierenschilders in België.
Ten eerste door zijn levensdata, 1755-1826, waarmee hij de eeuwwisseling ruim overbrugde.
Ten tweede door zijn enorme bijval, die bijna noodzakelijk tot tal van imitaties aanleiding gaf: in dit verband kunnen vooral J. C. Carpentero (1774-1823), Jan- Frans Lentzen (1790-1840), juffrouw Herry en verder – maar dan enkel met hun vroeg werk – Pierre Xavier de Cock (1818-1896) en Ignatius Van Regemorter vernoemd worden.
Ten derde door zijn leraarschap : in 1796 tot professor aan de Antwerpse Academie aangesteld, bracht Ommeganck door zijn onderwijs aan zijn leerlingen niet alleen een merkwaardige schildertechnische vaardigheid bij, maar ook de liefde voor het genre dat hij zelf beoefende. Een der meest verdienstelijke leerlingen van Ommeganck was ongetwijfeld Julien Joseph Ducorron (Ath, 1770-1848). Ducorron, die van 1809 af directeur van de Tekenschool te Ath was, genoot omstreeks 1790 zijn opleiding bij Ommeganck
Maar nog veel belangrijker waren twee andere discipelen, die laat in Ommegancks loopbaan bij hem onderricht genoten: de Kortrijkse landschapschilder Jean-Baptiste De Jonghe (1785-1844) en de wereldberoemde animalist Eugène Verboeckhoven (1798-1881). Volledigheidshalve noemen we nog enkele minder bekende leerlingen : Théodore-Fréderic Faber die een gekend porseleinschilder zou worden, Martin Verstappen, Jan-Baptist De Noter, de reeds vermelde Ignatius van Regemorter en Hendrik Myin (Antwerpen, 1760-1826), trouw navolger van Ommeganck en gehuwd met diens zuster Maria Jacoba Ommeganck. Deze laatste (Antwerpen, 1760-1849) was zelf een navolgster van haar broer en hetzelfde geldt voor zijn dochter Maria (beter gekend als Maria Baesten-Ommeganck).
De genoemde Faber maakte ook gravures naar schilderijen van Ommeganck.
Ommeganck werkte sporadisch met bevriende kunstenaars aan één schilderij samen. We kennen samenwerkingen met Antonissen en met Henri van Assche.

## Trivia
- Portretlitho’s :een door J.J. Eeckhout, en een door Grevedon voor de “Galerie des Peintres” van Chabert en Franquinet (Parijs, 1822); verder een portret-schilderij door Frans Smits (tentoongesteld in het Salon 1805 te Antwerpen).
- P.J. De Cuyper beeldhouwde in 1856 een Ommeganck-monument voor het Museum te Antwerpen. Het stelde en blatend schaap op een graftombe voor.
- Sedert 1859 is te Antwerpen een straat naar Ommeganck genoemd.

## Musea en openbare verzamelingen
- Aix
- Alès
- Amiens
- Amsterdam, Rijksmuseum
- Antwerpen, Kon. Museum voor Schone Kunsten, Prentenkabinet
- Brussel, Kon Museum voor Schone Kunsten en Kon. Musea voor Kunst en Geschiedenis (Belle-Vue)
- Brugge
- Carpentras
- Cherbourg
- Frankfurt
- Leipzig
- Le Puy
- Lyon, Musée des Beaux-Arts
- Olomouc, Museum of Art
- Parijs, Louvre
- Rotterdam, Museum Boymans – Van Beuningen.